# アブドゥル・ラフマーン・スーフィー

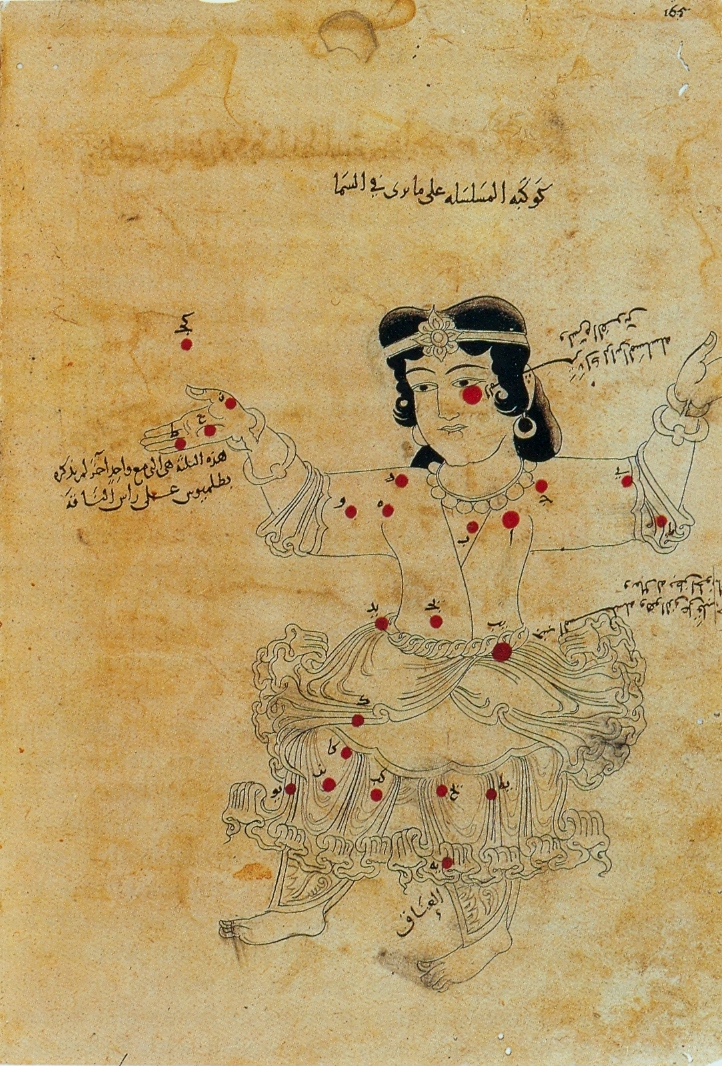
『星座の書』のアンドロメダ座の図（1009年 - 1010年頃作成された現存最古写本）

アブドゥル・ラフマーン・アル・スーフィー （ペルシア語：عبدالرحمن صوفی、アラビア語 ابو الحسين عبد الرحمن بن عمر الصوفي الرازي Abū-al Husayn ‘Abd-al Rahmān b. ‘Umar al-Ṣūfī al-Rāzī、903年12月7日 - 986年5月25日）は、ブワイフ朝時代に活躍したペルシア人の天文学者である。現在のイランの首都テヘランの前身であるレイ出身。著書は『星座の書』、『アストロラーベの使用法』など。ラテン語文献ではアゾーフィ（Azophi）として表れる。

## 人物
ブワイフ朝初期の君主アズド・アッダウラ（在位：949年 - 986年）の治世に活躍し、宮廷天文学者として仕えた。イスファハーンにおいて、プトレマイオスの著書『アルマゲスト』の研究と翻訳に携わり、また9世紀はじめの天文学者ヤフヤー・ブン・アビー・マンスール Yahyā b. Abi Manṣūr やバッターニー Abū ‘Abd Allāh Muhammad al-Battānī の業績や彼らの編纂した天文表（ズィージ）などを研究し、天体観測から得られたデータをもとにこれらの批判や検証を行った。
主著として『星座の書』（Kitāb Ṣuwar al-Kawākib al-Thābita）や『アストロラーベの使用の書』（Kitāb ‘Amal bi'l-Asṭurlāb）などがある。特に『星座の書』は『アルマゲスト』の恒星表を独立した書物にまで発展させたもので、さらに星についてのアラブの民間伝承も盛り込みいわゆるトレミーの48星座のアラビア語による名称を記し、星座の個々の星について光度や位置関係などを、1）文章による解説、2）リスト、3）星座の絵図にして説明した類い稀な書物である。
また、アラビア半島南部に赴き、ヨーロッパやアレクサンドリアからは観測不可能な大マゼラン雲を観測し、それを記録に残した最初の天文学者になった。

## 著書
- 『星座の書』
- 『アストロラーベの使用の書』